# 伊藤誠哉
伊藤 誠哉（いとう せいや、1883年8月7日 - 1962年3月28日）は、植物学者、菌類学者、植物病理学者、元北海道大学総長。農学博士。新潟県新潟市生まれ。

## 経歴
新潟県立新潟中学校を経て東北帝国大学農科大学（現北海道大学農学部）卒業。稲熱病の防除法を研究。その後も日本に点在する全菌類の調査研究をする等、日本の植物病理学の発展に尽力した。
1950年（昭和25年）、日本学士院（当時の第二部自然科学部門）会員になる。新会員一同は、昭和天皇から皇居に招かれたが伊藤は欠席した。
1959年（昭和34年）文化功労者。
主著に『日本菌類誌』等。